# ISDN Digital Subscriber Line
ISDN Digital Subscriber Line (Abk.: IDSL) bezeichnet ein Verfahren für eine digitale Verbindung zwischen Vermittlungsstelle und Kunden über vorhandene, sonst für ISDN verwendete Leitungen. Die Datenrate entspricht der eines ISDN-Basisanschlusses, also 144 kbit/s (vollduplex).
IDSL benötigt nicht zwingend Kupferdoppeladern, sondern kann über beliebige, eigentlich für ISDN-Basisanschlüsse gedachte Leitungen eingesetzt werden, auch über Glasfaser-Leitungen, die in Verteilern auf Kupfer umgesetzt werden. Es handelt sich somit nicht um ein DSL-Verfahren im engeren Sinn, sondern einen Ersatz dafür.
In Deutschland kommt IDSL nicht zum Einsatz, obwohl es gerade im Osten Deutschlands viele Anschlüsse gibt, die abschnittsweise über Glasfaser laufen, so dass dort die meisten echten DSL-Verfahren nicht verwendet werden können.